# Trinta (Guarda)
Trinta é uma povoação portuguesa do município da Guarda que foi sede da extinta freguesia homónima que tinha 7,64 km² de área e 406 habitantes (2011), e, por isso, uma densidade populacional de 53,1 hab/km².
A freguesia de Trinta foi extinta (agregada) pela reorganização administrativa de 2012/2013, sendo o seu território integrado na União de Freguesias de Corujeira e Trinta da qual é a sede.
Pertence à rede de Aldeias de Montanha.

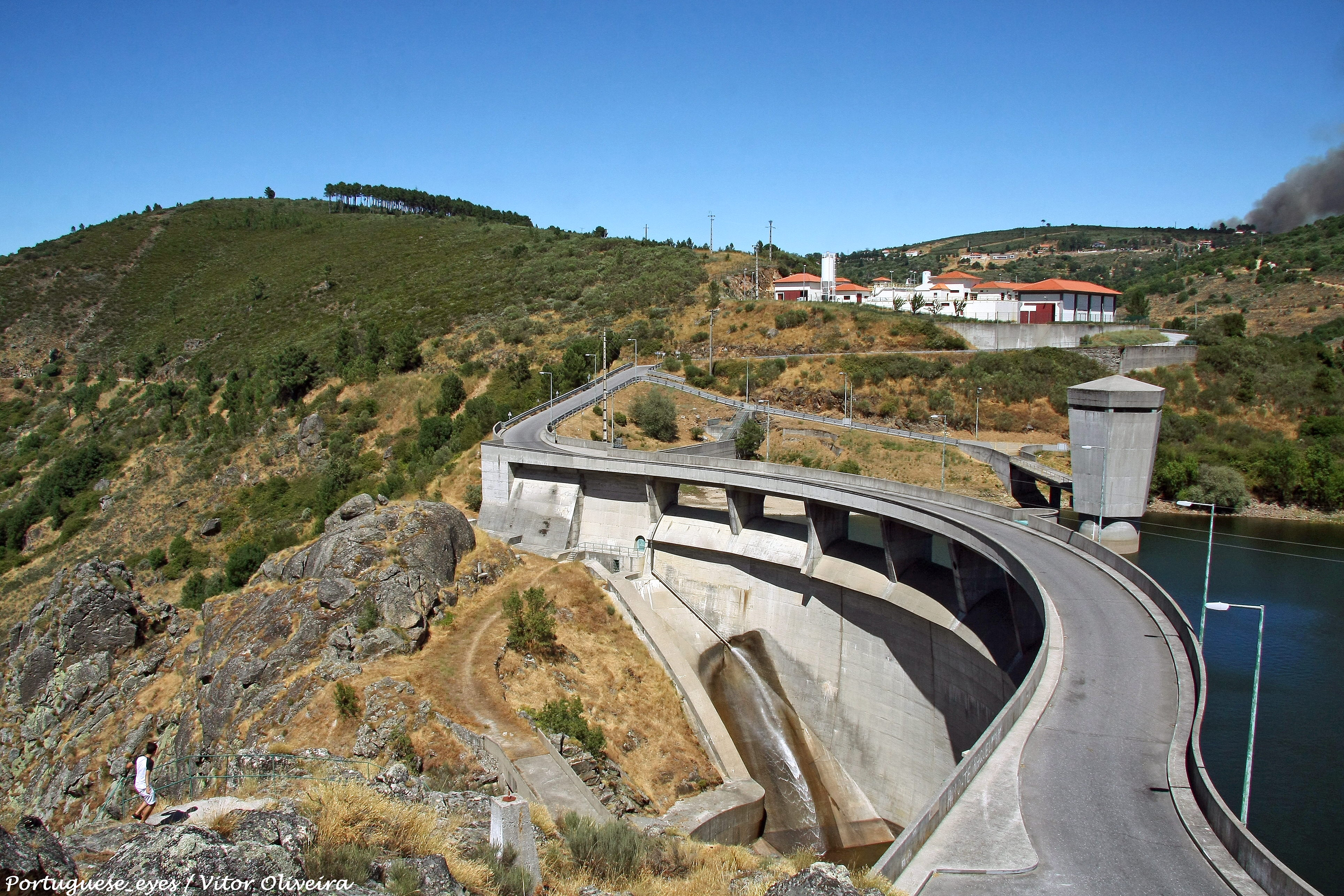
Barragem do Caldeirão

## População
| População da freguesia de Trinta | População da freguesia de Trinta | População da freguesia de Trinta | População da freguesia de Trinta | População da freguesia de Trinta | População da freguesia de Trinta | População da freguesia de Trinta | População da freguesia de Trinta | População da freguesia de Trinta | População da freguesia de Trinta | População da freguesia de Trinta | População da freguesia de Trinta | População da freguesia de Trinta | População da freguesia de Trinta | População da freguesia de Trinta |
| -------------------------------- | -------------------------------- | -------------------------------- | -------------------------------- | -------------------------------- | -------------------------------- | -------------------------------- | -------------------------------- | -------------------------------- | -------------------------------- | -------------------------------- | -------------------------------- | -------------------------------- | -------------------------------- | -------------------------------- |
| 1864                             | 1878                             | 1890                             | 1900                             | 1911                             | 1920                             | 1930                             | 1940                             | 1950                             | 1960                             | 1970                             | 1981                             | 1991                             | 2001                             | 2011                             |
| 788                              | 984                              | 1 110                            | 1 297                            | 1 287                            | 990                              | 1 032                            | 1 142                            | 1 188                            | 772                              | 598                              | 617                              | 555                              | 497                              | 406                              |

Por idades em 2001 e 2011			

| 0-14 anos | 15-24 anos | 25-64 anos | 65 e + anos |
| 74 \| 48  | 69 \| 40   | 252 \| 197 | 102 \| 121  |
| -35%      | -42%       | -22%       | +19%        |

## História
Em 1852 localizava-se nos Trinta a única fábrica de lanifícios do concelho da Guarda, pertencente a João da
Fonseca Corsino.
No dia 6 de janeiro de 1912 foi inaugurada a luz elétrica nos Trinta.

## Património
- Igreja Matriz dos Trinta;
- Capela da Senhora das Candeias;
- Capela da Senhora do Soito;.
- Capela do Espírito Santo

## Pontos de interesse
- Piscina Natural da Barragem do Caldeirão (a 5 km dos Trinta);
- Passadiços do Mondego.

## Equipamentos
- Casa do Povo de Trinta;
- Centro de Recursos Partilhados dos Trinta;
- Albergue de Peregrinos